# Liste der denkmalgeschützten Objekte in Rohrbach bei Mattersburg
Die Liste der denkmalgeschützten Objekte in Rohrbach bei Mattersburg enthält die 6 denkmalgeschützten, unbeweglichen Objekte der Gemeinde Rohrbach bei Mattersburg.

## Denkmäler
| Foto  |                 | Denkmal                                                                | Standort                                                      | Beschreibung | Metadaten |
| ----- | --------------- | ---------------------------------------------------------------------- | ------------------------------------------------------------- | --- | --- |
| ja    | Datei hochladen | Antonikreuz HERIS-ID: 22625 Objekt-ID: 18958                           | gegenüber Bahnstraße 31 Standort KG: Rohrbach bei Mattersburg | | BDA-Hist.: Q37871278 Status: § 2a Stand der BDA-Liste: 2025-06-30 Name: Antonikreuz GstNr.: 822                                                                |
| ja    | Datei hochladen | Pest-/Dreifaltigkeitssäule HERIS-ID: 24160 Objekt-ID: 20535            | Berggasse Standort KG: Rohrbach bei Mattersburg               | Die Dreifaltigkeitssäule im Ort ist unter anderem mit 1645 bezeichnet. Sie stand einst im alten Friedhof und wurde anlässlich der Choleraepidemie 1848 an ihren heutigen Standort versetzt. | BDA-Hist.: Q37882342 Status: § 2a Stand der BDA-Liste: 2025-06-30 Name: Pest-/Dreifaltigkeitssäule GstNr.: 180                                                 |
| ja    | Datei hochladen | Volksschule HERIS-ID: 24154 Objekt-ID: 20529                           | Hauptplatz 1 Standort KG: Rohrbach bei Mattersburg            | Die Volksschule wurde 1928–1931 errichtet. | BDA-Hist.: Q37882290 Status: § 2a Stand der BDA-Liste: 2025-06-30 Name: Volksschule GstNr.: 326/3 Volksschule Rohrbach bei Mattersburg                         |
| ja BW | Datei hochladen | Meierhof und Fürstenstadel (Hofstadl) HERIS-ID: 24155 Objekt-ID: 20530 | Hauptstraße Standort KG: Rohrbach bei Mattersburg             | | BDA-Hist.: Q37882307 Status: § 2a Stand der BDA-Liste: 2025-06-30 Name: Meierhof und Fürstenstadel (Hofstadl) GstNr.: 94/4                                     |
| ja    | Datei hochladen | Sebastianssäule HERIS-ID: 24157 Objekt-ID: 20532                       | nahe Friedhofsweg 1 Standort KG: Rohrbach bei Mattersburg     | Die bemerkenswerte relieferte Säule auf dem Kirchhügel trägt eine Inschrift aus dem Jahr 1628. Die Figur des Heiligen stammt aus dem 18. Jahrhundert.                                       | BDA-Hist.: Q37882324 Status: § 2a Stand der BDA-Liste: 2025-06-30 Name: Sebastianssäule GstNr.: 2438 Sebastianssäule, Rohrbach bei Mattersburg                 |
| ja    | Datei hochladen | Kath. Pfarrkirche hl. Sebastian HERIS-ID: 24153seit 2021               | Kirchengasse 23 Standort KG: Rohrbach bei Mattersburg         | Die Kirche wurde 1959–1962 nach Plänen des Architekten Josef Patzelt errichtet. | BDA-Hist.: Q1437994 Status: Bescheid Stand der BDA-Liste: 2025-06-30 Name: Kath. Pfarrkirche hl. Sebastian GstNr.: 2442/3 Pfarrkirche Rohrbach bei Mattersburg |